# Мужская сборная Малайзии по баскетболу 3×3
Мужская сборная Малайзии по баскетболу 3×3 представляет Малайзию на международных соревнованиях по баскетболу 3×3. Управляющим органом является Баскетбольная ассоциация Малайзии (англ. Malaysia Basketball).
По состоянию на 30 августа 2024, мужская сборная Малайзии по баскетболу 3×3 занимает 44-е место в мировом рейтинге ФИБА мужских сборных по баскетболу 3×3.

## Результаты выступлений
| Турнир         | Золото | Серебро | Бронза | Всего |
| -------------- | ------ | ------- | ------ | ----- |
| Чемпионат Азии | —      | —       | —      | —     |
| Азиатские игры | —      | —       | —      | —     |
| Итого          | —      | —       | —      | —     |

### Чемпионат Азии по баскетболу 3x3
| Год           | Место          | Игры           | Победы         | Поражения      | Состав команды                                           |
| ------------- | -------------- | -------------- | -------------- | -------------- | -------------------------------------------------------- |
| 2013—2023     | не участвовали | не участвовали | не участвовали | не участвовали | не участвовали                                           |
| Сингапур 2024 | 9              | 2              | 0              | 2              | Ting Chun Hong, Lee Jia Jun, Zhen Kang Leong, XianFu Ooi |

### Азиатские игры
| Год           | Место | Игры | Победы | Поражения | Состав команды                                           |
| ------------- | ----- | ---- | ------ | --------- | -------------------------------------------------------- |
| Джакарта 2018 | 13    | 5    | 2      | 3         | Heng Yee Tong, Wong Yi Hou, Anthony Liew, Ting Chun Hong |
| Ханчжоу 2022  | 16    | 3    | 0      | 3         | de Wee Yiang, Lim Wan Seong, Lee Jia Jun, Lai Kok Weng   |